# Баденко, Илья Вадимович
Илья́ Вади́мович Баде́нко (укр. Ілля Вадимович Баденко; 31 марта 2005, Херсон) — украинский футболист, полузащитник клуба «Александрия».

## Клубная карьера
Родился в Херсоне. Футболом начал заниматься в местном «Кристалле», а затем перебрался в «Днепр». В августе 2022 года перешёл в «Днепр-1», где выступал в юношеском чемпионате Украины.
Дебютировал за первую команду «спортклубовцев» 12 марта 2024 года в ничейном (1:1) выездном поединке 21-го тура Премьер-лиги Украины против черкасского ЛНЗ. Илья вышел на поле на 84-й минуте вместо Даниэля Кивинды. Этот матч оказался для игрока единственным в составе команды. 19 июля 2024 года свободным агентом покинул «Днепр-1».

## Карьера в сборной
В марте 2024 года вызван тренером Дмитрием Михайленко в окончательный список игроков юношеской сборной Украины (U-19) для участия в матчах элит-раунда квалификации юношеского (u-19) чемпионата Европы 2024. Дебютировал в команде U-19 20 марта 2024 года в победном (2:0) поединке против сверстников из Северной Македонии. Баденко вышел на поле на 87-й минуте вместо Даниила Кревсуна. Выходил на поле в 2-х матчах элит-раунда квалификации юношеского (U-19) чемпионата Европы 2024 года, но на финальную часть турнира не поехал.